# Звараш
Звараш — річка в Україні, у Вижницькому районі Чернівецької області. Ліва притока Бурсуків (басейн Дунаю).

## Опис
Довжина річки приблизно 7,5 км. Формується з багатьох безіменних струмків.

## Розташування
Бере початок на південному заході від хребта Чиохельки (1347 м). Тече переважно на південний схід і в Долішньому Шепіті впадає у річку Бурсуки, ліву притоку Серету. 
Річку перетинає автошлях Т 2609.